# جيمس تي. جونستون
جيمس تي. جونستون هو محامي وسياسي أمريكي، ولد في 19 يناير 1839 في غرينكاسل في الولايات المتحدة، وتوفي في 19 يوليو 1904 في Rockville, Indiana ‏ في الولايات المتحدة. نشط حزبياً في الحزب الجمهوري. وقد انتخب عضو مجلس النواب الأمريكي ‏.